# Onthophagus includens
Onthophagus includens là một loài bọ cánh cứng trong họ Bọ hung (Scarabaeidae).